# آشکارساز تداخل سنجی موج گرانشی
آشکارساز تداخل سنجی موج گرانشی یک نوع آشکارساز موج گرانشی است که از تداخل‌سنجی لیزری برای آشکارسازی تاثیر امواج گرانشی بر نوری که بین جرمهای آزمون عقب و جلو می شود، استفاده می کند. در ۱۱ فوریه ۲۰۱۶ لیگو، ویرگو و ژئو۶۰۰ مشاهده اولین امواج گرانشی  را اعلام کردند. .
هم‌اکنون سه آشکارساز تداخل سنجی موج گرانشی فعال وجود دارد:
- ژئو۶۰۰ در نزدیکی زاراشتت آلمان
- لیگو با تجهیزات آشکارسازی واقع در سایت هنفورد در ایالت واشینگتن
- لیوینگستن، لوئیزیانا در ایالات متحده آمریکا، می شوند.[۵]

## منبع
1. ↑  Abbott, B.P. ; et al. (2016).
2. ↑  Overbye, Dennis (11 February 2016).
3. ↑  Clark, Stuart (11 February 2016).
4. ↑  Castelvecchi, Davide; Witze, Witze (11 February 2016).
5. ↑  A New Ear on the Universe BBC World Service, 26 September 2015